# Tangelo
O tangelo (português brasileiro) ou a tângera, tanja ou tânjara (português europeu) é um citrino híbrido de tangerina com toranja. Pensa-se que teve origem no Sudeste da Ásia há cerca de 3500 anos. Os frutos são do tamanho de um punho e quando maduro tem sabor a tangerina e são muito suculentos, ao ponto de não dar muita polpa, mas produzem excelentes e abundantes sucos. O tangelo tem geralmente casca solta e sendo mais fácil de descascar do que as laranjas. É facilmente distinguível da laranja por um característico mamilo no topo do fruto.